# 인간시장 - 작은 악마 스물두살의 자서전
"인간시장 - 작은 악마 스물두살의 자서전"은 1983년에 개봉한 대한민국의 영화이다.

## 캐스팅
- 진유영 : 장총찬 역
- 원미경 : 다혜 역
- 정한용 : 명식 역
- 김형자 : 은주 역
- 유동근 : 김동철 역
- 최희정 : 유리 역
- 김길호
- 이해룡
- 한세훈
- 기주봉
- 박동룡
- 최용팔
- 정미경
- 이승렬
- 현길수
- 신찬일
- 나갑성
- 이석구
- 강용구
- 이기병
- 노금임
- 장윤희
- 윤애경
- 강희주